# Give it to Me
«Give It to Me» (en español: «Dámelo») es el primer sencillo del álbum Shock Value de Timbaland en colaboración con la cantante luso-canadiense Nelly Furtado y el cantante estadounidense Justin Timberlake.la canción llegó a la cima del Billboard Hot 100 en Estados Unidos, convirtiéndose en el segundo hit número uno de Timbaland en llegar a la cima, así mismo convirtió a Furtado en la primera y única artista de origen portugués en dominar dicho listado durante tres veces, y se convirtió en el cuarto hit número uno para Timberlake en llegar a la cima.
«Give It to Me» fue nominada a un Grammy en la categoría Mejor Colaboración Vocal Pop.

## Video musical
Dirigido por Paul «Coy» Allen y el propio Timbaland, el video musical de «Give It to Me» debutó el 26 de febrero de 2007 en el Total Request Live de MTV. Este muestra a Timbaland, Furtado y Timberlake interpretando la canción en los Grammy Awards 2007, en un concierto previo al show. El video también contiene imágenes de sesiones en el estudio de grabación, al interior del bus de tour de Timbaland. Este también contiene escenas de Furtado cantando en un balcón.
El video figuró número noventa y ocho en la lista Notarized: Top 100 Videos of 2007 de BET.

## Rendimiento en las listas musicales
La canción debutó en febrero de 2007 número ochenta y siete en el Billboard Hot 100 de los Estados Unidos. Esta alcanzó el número uno en abril de 2007, saltando del número cuarenta y dos al número uno, registrando uno de los más grandes saltos al número uno en la historia de la lista, tras vender 248,000 descargas digitales. «Give It to Me» se transformó en el primer sencillo propio de Timbaland en alcanzar el número uno, en el quinto número uno en la lista de Nelly Furtado, y en el cuarto sencillo consecutivo de Justin Timberlake en alcanzar dicha posición. Este fue el sexto sencillo producido por Timbaland y Danja en posicionarse número uno, tras «SexyBack», «My Love», «What Goes Around.../...Comes Around» de Timberlake, y «Promiscuous» y «Say It Right» de Furtado. «Give It to Me» también se posicionó número uno en el Pop 100.
En el Reino Unido, «Give It to Me» debutó número ocho en la lista británica, saltando en su segunda semana al número uno tras vender 27,760 descargas digitales.

## Formatos
Formatos de los principales lanzamientos de «Give It to Me»:
Vinilo de 12" para los Estados Unidos
| Vinilo de 12" |                                                       |                    |       |
| 1             | «Give It to Me» con Nelly Furtado y Justin Timberlake | Edición para radio | 03:33 |
| 2             | «Give It to Me» con Nelly Furtado y Justin Timberlake | Versión del álbum  | 05:41 |
| 3             | «Give It to Me» con Nelly Furtado y Justin Timberlake | Instrumental       | 03:57 |

Sencillo en CD para Australia
| Sencillo en CD |                                                       |                    |       |
| 1              | «Give It to Me» con Nelly Furtado y Justin Timberlake | Edición para radio | 03:33 |
| 2              | «Give It to Me» con Nelly Furtado y Justin Timberlake | Instrumental       | 03:58 |
| 3              | «Come Around» con M.I.A.                              | —                  | 03:57 |
| 4              | «Give It to Me» con Nelly Furtado y Justin Timberlake | Vídeo musical      | 03:58 |

## Versiones y remixes oficiales
- «Give It to Me» (versión del álbum) — 5:41
- «Give It to Me» (Instrumental) — 3:57
- «Give It to Me» (edición para radio) — 3:33

## Sucesión en listas
| Predecesor: «I'm Gonna Be (500 Miles)» de Proclaimers con Brian Potter y Andy Pipkin | Top 75 Singles - Sencillo N° 1 15 de abril de 2007                          | Sucesor: «Beautiful Liar» de Beyoncé con Shakira |
| Predecesor: «Don't Matter» de Akon                                                   | Billboard Hot 100 - Sencillo N° 1 21 de abril de 2007 - 28 de abril de 2007 | Sucesor: «Girlfriend» de Avril Lavigne           |